# Leandro Fernández de Moratín

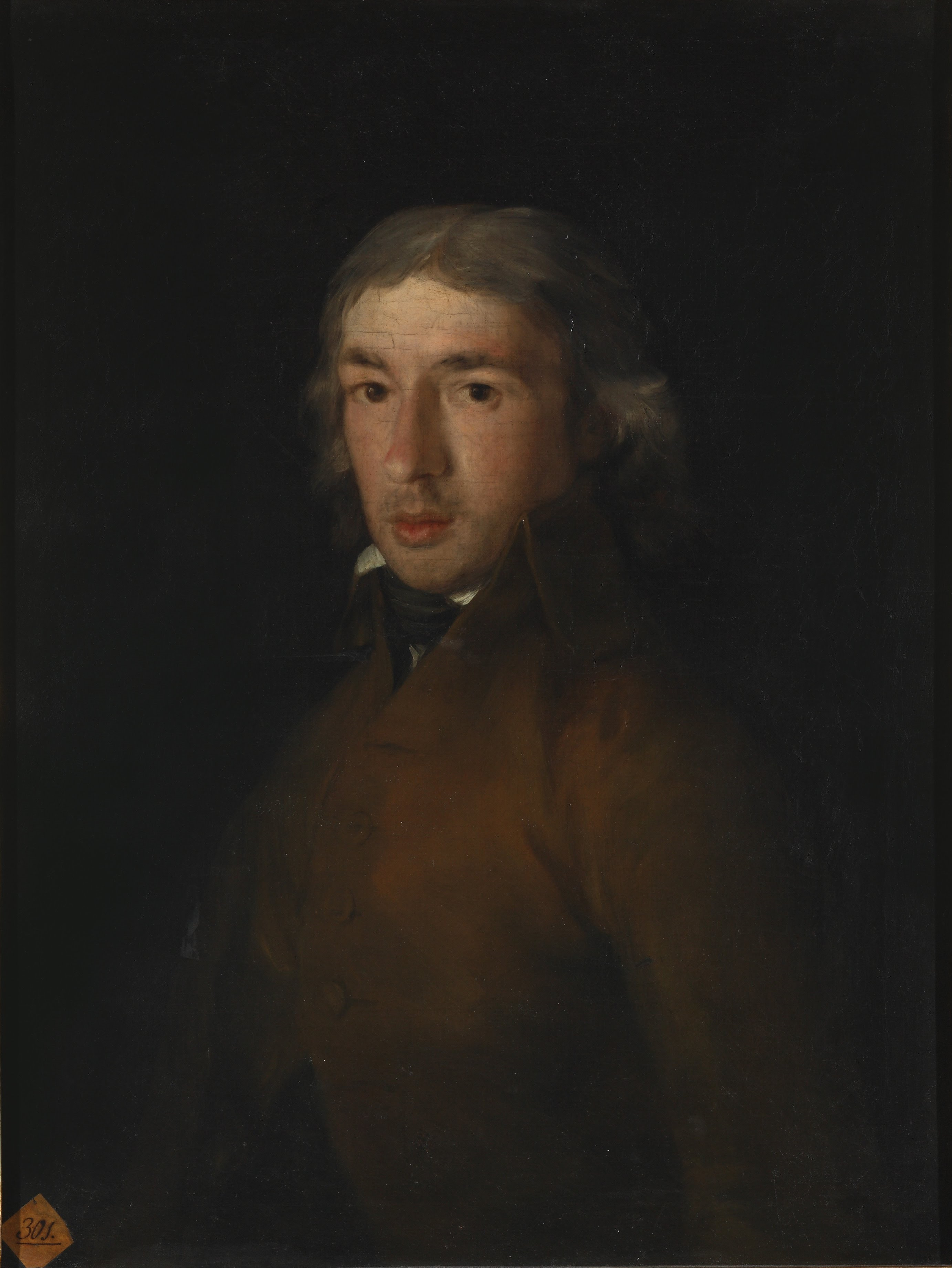
Leandro Fernández de Moratín, Gemälde von Goya

Leandro Fernández de Moratín (* 10. März 1760 in Madrid; † 2. Juni 1828 in Paris) war ein spanischer Dichter und Dramenautor.

## Leben
Leandro Fernández de Moratín wurde als Sohn des spanischen Dichters und Dramenautors Nicolás Fernández de Moratín (1737–1780) geboren, weswegen er oft als „Moratín der Jüngere“ bezeichnet wird. Seine Mutter hieß Isidora Cabo Conde. Mit vier Jahren erkrankte er an Pocken. Da sein Vater gegen ein Universitätsstudium war, wurde er zunächst Uhrmacher. 
Er war Protegé von Manuel de Godoy und ergriff nach der Besetzung Spaniens durch die Truppen von Napoleon Bonaparte als so genannter „Afrancesado“ Partei für dessen Bruder Joseph Bonaparte, der nach erzwungener Abdankung der Bourbonen den spanischen Thron bestieg. Zum Dank wurde er zum „Bibliotecario Mayor“ (Oberbibliothekar) ernannt, was ihm nach Vertreibung der Franzosen einigen Ärger eintrug, so dass er nach Barcelona übersiedelte und die letzten Jahre seines Lebens in Bordeaux und Paris verbrachte, wo er auch starb.

## Werk
Leandro Fernández de Moratín war der bedeutendste Dramenautor des 18. Jahrhunderts in Spanien und setzte sich für die Erneuerung des Theaters in Spanien ein. Er schrieb in der Stilrichtung des Neoklassizismus.
Moratín übersetzte Werke von Molière wie Le médecin malgré lui (Der Arzt wider Willen) oder L'école des maris (Die Schule der Ehemänner) und fertigte auch die erste Prosaübersetzung von Shakespeares Hamlet ins Spanische an.
Weniger bekannt ist seine Rolle als Theaterhistoriker: Seine postum veröffentlichte Geschichte der Ursprünge des spanischen Theaters Orígenes del teatro español (1830–31) war eine der ersten seriösen Studien über das spanische Theater vor Lope de Vega.

### Dramen
Moratín versteht das Theater als Sittenanstalt zur Verbreitung bürgerlicher Werte; im Mittelpunkt seiner Dramen steht die Mittelschicht mit ihren Problemen wie Partnersuche und Familie sowie Bildung, vor allem jene der Frauen. Es kommt nichts Außergewöhnliches oder Fantastisches vor, womit er sich von den Ausläufern des spätbarocken Theaters mit seinem Hang zu unwahrscheinlichen Handlungen abgrenzt. Mäßigung und Ausgeglichenheit im Moralischen sowie Wahrscheinlichkeit sind seine Grundprinzipien. Der Autor wendet sich gegen Extreme wie z. B. alte Männer, die mit einem sehr jungen Mädchen verheiratet sind, gegen unvernünftige Leidenschaft, Geiz, Neid, Frivolität etc. Es sollen, wie er sagt, Laster und Irrtümer der Gesellschaft an den Pranger gestellt werden. Ähnlich wie bei Molière sind seine Figuren Verkörperungen von verallgemeinerbaren Typen.

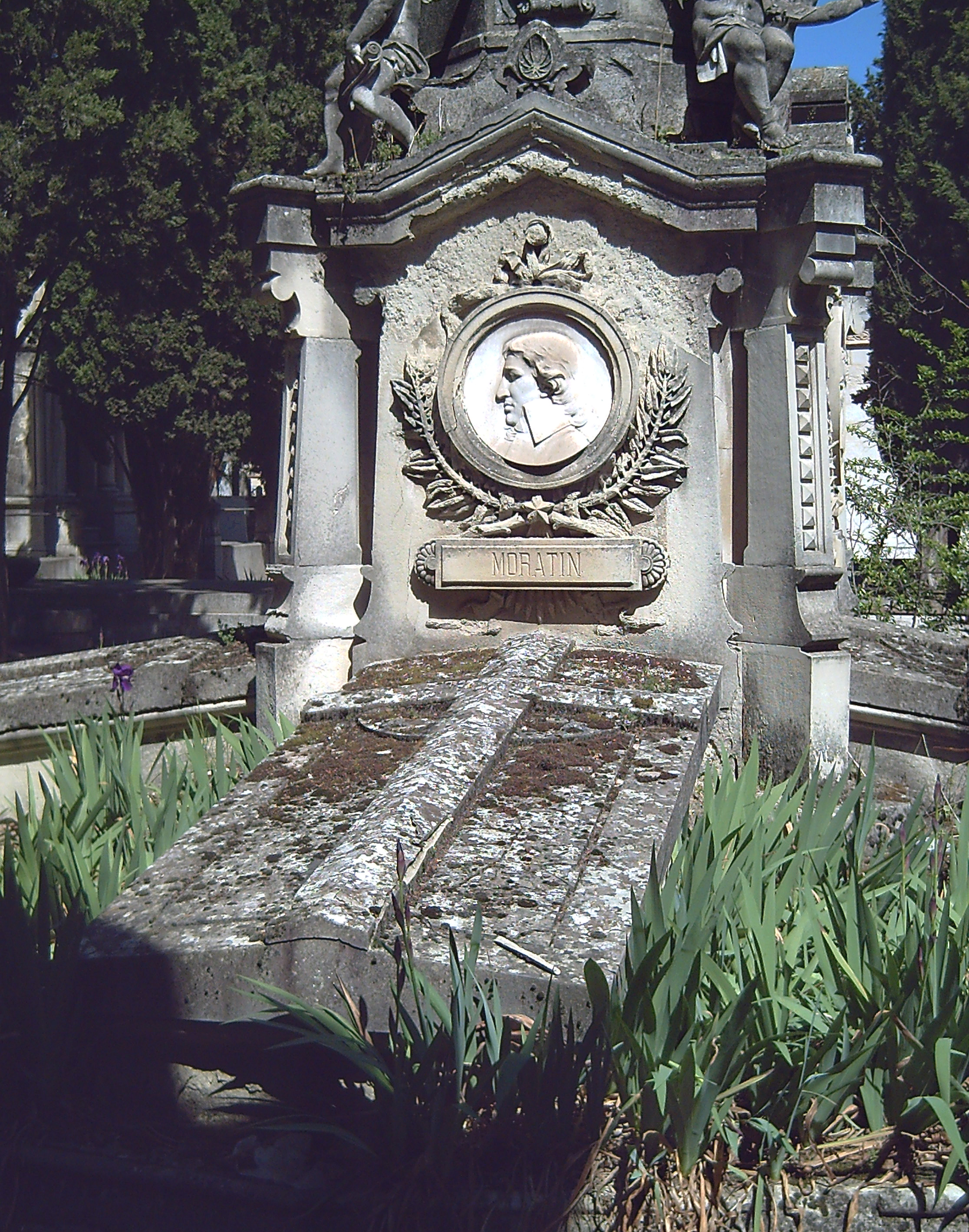
Grabmal von Moratín (Madrid)

- El viejo y la niña (Der Alte und das Mädchen): Komödie, uraufgeführt am 22. Mai 1790, Grundthema ist die Altersdiskrepanz zwischen Eheleuten sowie die freie Entscheidung der Frau für einen Lebenspartner
- La comedia nueva (Die neue Komödie): Theatersatire in Prosa, uraufgeführt am 7. Februar 1792 am Teatro Príncipe, Thema ist eine angeblich „neue Komödie“ von Eleuterio Crispín de Andorra, El gran cerco de Viena (Die große Belagerung Wiens), deren Uraufführung zum Fiasko führt. Als Schauplatz fungiert ein Kaffeehaus, eine im Spanien des 18. Jahrhunderts noch neue Erscheinung; Vorbild war Goldonis Komödie La bottega del caffè. Gleichzeitig stellt das Werk eine perfekte Verwirklichung der klassischen Normen wie zum Beispiel der Aristotelischen Einheiten dar: Die gesamte Handlung spielt in einem einzigen Raum des Cafés und die Aufführung dauert exakt gleich lang wie die „gespielte Zeit“.
- El sí de las niñas (Das Jawort der Mädchen): Komödie, 1805. Auch hier geht es um den Altersunterschied in der Beziehung zwischen Mann und Frau sowie die freie Entscheidung der „jungen Mädchen“ bei der Partnerwahl; zu seiner Zeit ein großer Erfolg.
- El barón (Der Baron): 1787 als Zarzuela konzipiert, später umgeschrieben und 1803 am Teatro de la Cruz als Komödie uraufgeführt.
- La mojigata: Geschrieben 1791, uraufgeführt am 19. Mai 1804 am Teatro de la Cruz
- La derrota de los pedantes (Die Niederlage der Pedanten)

### Gedichte
- In: Obras dramáticas y líricas 1825, Bd. III: 109 Gedichte

### Werkausgaben
- El sí de las niñas. La comedia nueva. Hrsg. von René Andioc. Madrid: Espasa, 2001.
- Poesías completas (poesías sueltas y otros poemas), Hrsg. von Jesús Pérez Magallón. Barcelona: Sirmio, 1995.